# Nicky Cruz
Nicky Cruz (San Juan, Puerto Rico, 1938. december 6. –) világszerte ismert keresztény evangelista és a Nicky Cruz Outreach, egy keresztény evangelizációs szolgálat alapítója. Egy időben a Teen Challenge vezetője is volt David Wilkerson irányítása alatt, mielőtt saját szolgálatot alapított Kaliforniában. Megtérése előtt a The Mau-Maus nevű New York-i banda vezetője volt.

## Gyermek- és fiatalkora
Nicky Cruz egy Puerto Ricóban született teista sátánista családba, ahol a szülei brutálisan bántalmazták mind fizikailag, mind szellemileg. Anyja egyszer azt mondta neki, hogy nem akarta őt, apja pedig bezárta egy galambokkal teli helyiségbe. 19-en voltak testvérek (17 fiú-, és egy lánytestvére), így nem csak bántalmazták, hanem el is hanyagolták. Tizenéves korában New Yorkba küldték, hogy bátyjával, Frankkel éljen.
Megérkezésekor New Yorkban fagyos, havas tél volt. Nicky nem volt kellően felkészülve erre az időjárásra: nem volt kabátja sem, és életében először látott havat. Később úgy emlékezett vissza, hogy üresség és magány kerítette hatalmába azokban a napokban. Annak ellenére, hogy egy ilyen kemény volt a megérkezés, Nicky úgy döntött, hogy egyedül indul neki az utcáknak. Az utcán megtámadta és megverte egy bandavezér, majd otthagyta eszméletlen állapotban; ezután tíz napig lábadozott. A támadás után képezte magát a harci fogásokban, és megkereste a banda vezetőjét, hogy bosszút álljon. Megtalálta az embert, és eszméletlenre, véresre verte.
A verekedés után az egész környék róla beszélt, ő pedig csatlakozott a Mau Maus nevű bandához. Ez a félelmetes banda az 1960-as években kitört kenyai gyarmatosító-ellenes felkelésről kapta a nevét. Nicky csatlakozott a bandához, és átment a beavatási szertartáson, ami után tíz napig nem tudott mozogni. Körülbelül hat hónappal később a banda hadurává választották, majd az egyik legfélelmetesebb New York-i bandaként váltak hírhedtté.

## Megtérése
Röviddel ezután egy David Wilkerson nevű prédikátor evangelizált a környéken, amikor Cruz találkozott vele. A pap azt mondta neki, hogy Isten szereti őt, és mindig szeretni fogja. A döbbent Cruz pofonütötte Wilkersont, és megfenyegette, hogy megöli. Wilkerson Cruz szemébe nézett, és azt mondta neki, hogy megölheti és ezer darabba vághatja őt, de minden darab azt mondaná: „Szeretlek!”. Wilkerson azt mondta, hogy senki sem képes megölni a szeretet, és hogy Isten a szeretet. Aznap délután a prédikátor felbukkant a Mau Mau főhadiszállásán, hogy megismételje üzenetét; Cruz ismét arcul ütötte. Wilkerson csak mosolyogott, majd imádkozott Nickyért.
Két héttel később a prédikátor evangelizációs találkozót tartott a környéken. Amikor Cruz ezt megtudta, elhatározta, hogy odamegy és megleckézteti. Bandája néhány tagjával a templomba indult, ahol a gyűlést tartották. Cruz elmondása szerint amikor belépett, bűntudatot kezdett érezni a korábbi tetteiért, és elkezdett imádkozni. A pap vele imádkozott, és ő kérte Istent, hogy bocsásson meg neki.
A következő napon Cruz és a banda néhány másik megtért tagja bement a rendőrségre, és átadták kézifegyvereiket, késeiket. Cruz elkezdte tanulmányozni a Bibliát, és visszatért az iskolába. Ő is prédikátor lett, majd visszatért a környékre, ahol meggyőzte a Mau-Maus néhány tagját, hogy fogadják el Jézust, beleértve a banda új vezetőjét, Izrael Narvaezt, aki szintén megtért.
Nicky Cruz két önéletrajzot írt, a Run Baby Runt Jamie Buckinghammel (1968) és a Soul Obsession t Frank Martinnal (2005). Több más, keresztény témájú könyvet is írt, például a The Corruptors (1974), a The Magnificent Three (1976) és a Destined to Win (1991) címűeket.

## Fordítás
- Ez a szócikk részben vagy egészben a Nicky Cruz című angol Wikipédia-szócikk ezen változatának fordításán alapul.  Az eredeti cikk szerkesztőit annak laptörténete sorolja fel. Ez a jelzés csupán a megfogalmazás eredetét és a szerzői jogokat jelzi, nem szolgál a cikkben szereplő információk forrásmegjelöléseként.